# 李惠堂故居
李惠堂故居，位于中国广东省梅州市五华县锡坑镇老楼，为五华县文物保护单位，类型为古建筑，公布时间为1994年9月。
李惠堂故居的历史年代为清代。